# Eugène Aubry-Vitet
Pour les articles homonymes, voir Aubry et Vitet.
Eugène Aubry-Vitet (Paris, 20 décembre 1845 - Paris, 30 mai 1930) est un historien et homme politique français. 

## Biographie
Fils d'Eugène Aubry (1805-1870), notaire et maire d'Argenteuil, et d'Amélie Vitet, il est l'arrière petit-fils de Louis Vitet et le neveu de Ludovic Vitet. Marié à Valentine Darblay, fille de Paul Darblay et petite-fille d'Aymé Stanislas Darblay, il est le beau-père de Gérard de Rohan-Chabot, duc de Ravese, et de Carl Costa de Beauregard.
Élève de l'École des chartes, il y obtient en 1869 le diplôme d'archiviste-paléographe grâce à une thèse sur Guiraut Riquier.
Il est conseiller municipal d'Argenteuil et conseiller général de Seine-et-Oise (canton d'Argenteuil-Nord) de 1871 à 1877. Il fait partie des proches des princes d'Orléans.
Il est le président du conseil d'administration de la Revue des deux mondes.

## Travaux
Il a notamment livré des travaux sur le château de Chenonceau ou Guiraut Riquier.

## Publications
- Les sermonnaires du moyen âge, Paris : impr. de J. Claye, 1869
- Les États-Généraux avant 1789, leur rôle dans l'ancienne France, Paris : impr. de J. Claye, (1873)
- La vraie réforme électorale, Paris : Michel Lévy frères, 1874.
- L'épuration et l'utilisation des eaux d'égoûts, Paris : impr. de A. Quantin, 1880
- La représentation proportionnelle en France il y a quarante ans, 1870-1874, Paris, impr. de P. Renouard, 1909
- Mémoires, Paris, impr. de Renouard, (s. d.).